# Limnozetoidea
Limnozetoidea är en överfamilj av kvalster. Limnozetoidea ingår i ordningen Sarcoptiformes, klassen spindeldjur, fylumet leddjur och riket djur. Enligt Catalogue of Life omfattar överfamiljen Limnozetoidea 68 arter. 
Kladogram enligt Catalogue of Life:
| Limnozetoidea | \| \| Austrachipteriidae \| \| \| \| \| \| Limnozetidae \| \| \| \| |
|               | \| \| Austrachipteriidae \| \| \| \| \| \| Limnozetidae \| \| \| \| |
|               | Austrachipteriidae                                                  |
|               |                                                                     |
|               | Limnozetidae                                                        |
|               |                                                                     |